# خوليو برييتو مارتين
خوليو برييتو مارتين (بالإسبانية: Julio Prieto)‏ هو لاعب كرة قدم إسباني في مركز الوسط، ولد في 21 نوفمبر 1960 في مدريد في إسبانيا. شارك مع منتخب إسبانيا تحت 20 سنة لكرة القدم ومنتخب إسبانيا تحت 21 سنة لكرة القدم. أما مع النوادي، فقد لعب مع أتلتيكو مدريد ب وأتلتيكو مدريد وسيلتا فيغو ونادي كاستييون ونادي مريدا.

## وصلات خارجية
- خوليو برييتو مارتين على موقع قاعدة بيانات كرة القدم.إي يو (الإنجليزية)
- خوليو برييتو مارتين على موقع عالم كرة القدم.نت (الإنجليزية)